# John Madden Football 93
John Madden Football 93 è un videogioco sportivo sviluppato e pubblicato dall'Electronic Arts nel 1992 per SNES e Sega Mega Drive. Il gioco è uscito anche nella limited edition di Madden NFL 09 per Xbox 360 e PlayStation 3 come un bonus esclusivo, tra cui rose aggiornate per la stagione 2008-2009.